# La Ménitré
La Ménitré település Franciaországban, Maine-et-Loire megyében. Lakosainak száma 2057 fő (2022. január 1.). La Ménitré Beaufort-en-Anjou, Loire-Authion, Mazé-Milon és Gennes-Val-de-Loire községekkel határos.

## Népesség
A település népességének változása:
| Lakosok száma | 1179 | 1708 | 1780 | 2053 | 2102 | 2116 | 2072 | 2049 | 2043 | 2057 |
|               | 1968 | 1982 | 1990 | 2006 | 2013 | 2015 | 2017 | 2019 | 2020 | 2022 |